# 孟玄寶
孟玄寶（944年—950年），中國五代十国時代人物，后蜀后主孟昶的儿子，孟玄喆、孟玄珏的弟弟。
孟玄寶生而奇嶷。幼儿时每天就能诵诗书写万言。七岁时夭折。《蜀梼杌》作广政十三年（950年），《新五代史》记载在广政二十一年（958年）之后，有误。太常说为无服之殇，没有赠典。孟昶问宰相李昊，李昊说唐德宗封四岁夭折的皇子李详为肃王，赠扬州大都督。孟昶赠孟玄寶青州大都督，追封为遂王。